# Tito Numicio Prisco
Tito Numicio Prisco (en latín Titus Numicius Priscus), cónsul romano en el año 469 a. C... Es el único miembro de la gens plebeya de los Numicii que llegó al consulado. Diodoro de Sicilia da el nomen Minucius en lugar de Numicius.

## Biografía
En 469 a. C., es elegido cónsul, con Aulo Verginio Tricosto Celiomontano. Desde el principio de su mandato, deben llevar campañas separadas contra ecuos y volscos, que han incendiado granjas próximas a Roma. Numicius marcha hacia Antium, principal ciudad volsca, destruye las instalaciones del puerto de Caenon y captura ganado, esclavos y mercancías como botín. Luego se junta con su colega Tricosto para saquear el país sabino, en represalia por una incursión en territorio romano.